# Ostsee-Grenzturm Kühlungsborn

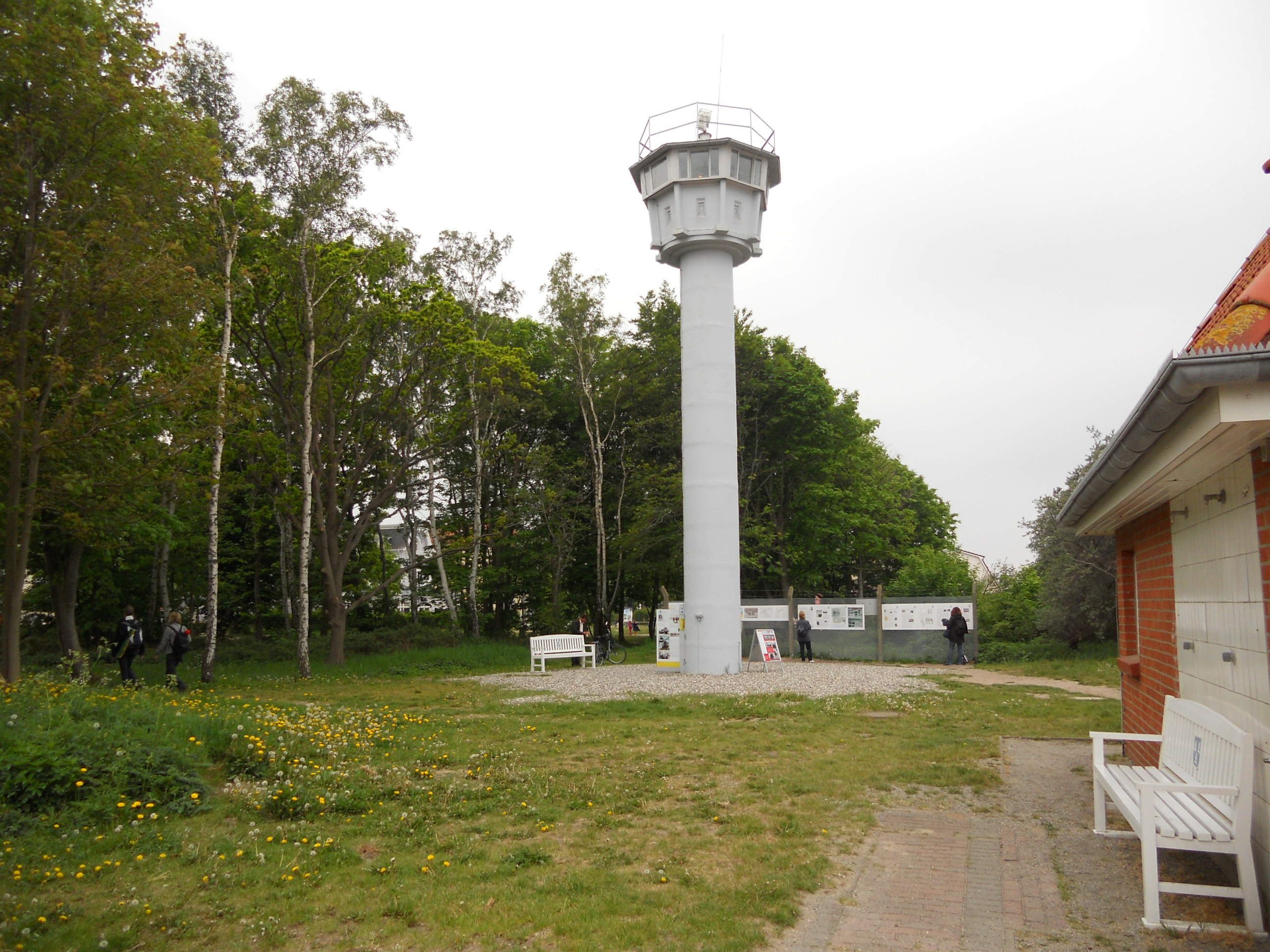
Ostsee-Grenzturm

Der Ostsee-Grenzturm in Kühlungsborn ist ein ehemaliger Wachturm der Grenzbrigade Küste der Grenztruppen der DDR. Als See-Grenzbeobachtungsturm (BT 11) gehörte er zu einer Reihe von ehemals 27 Türmen dieser Art an der Küste der DDR, von denen zwei erhalten sind. Der andere noch erhaltene Wachturm steht in Börgerende.

## Geschichte und Architektur

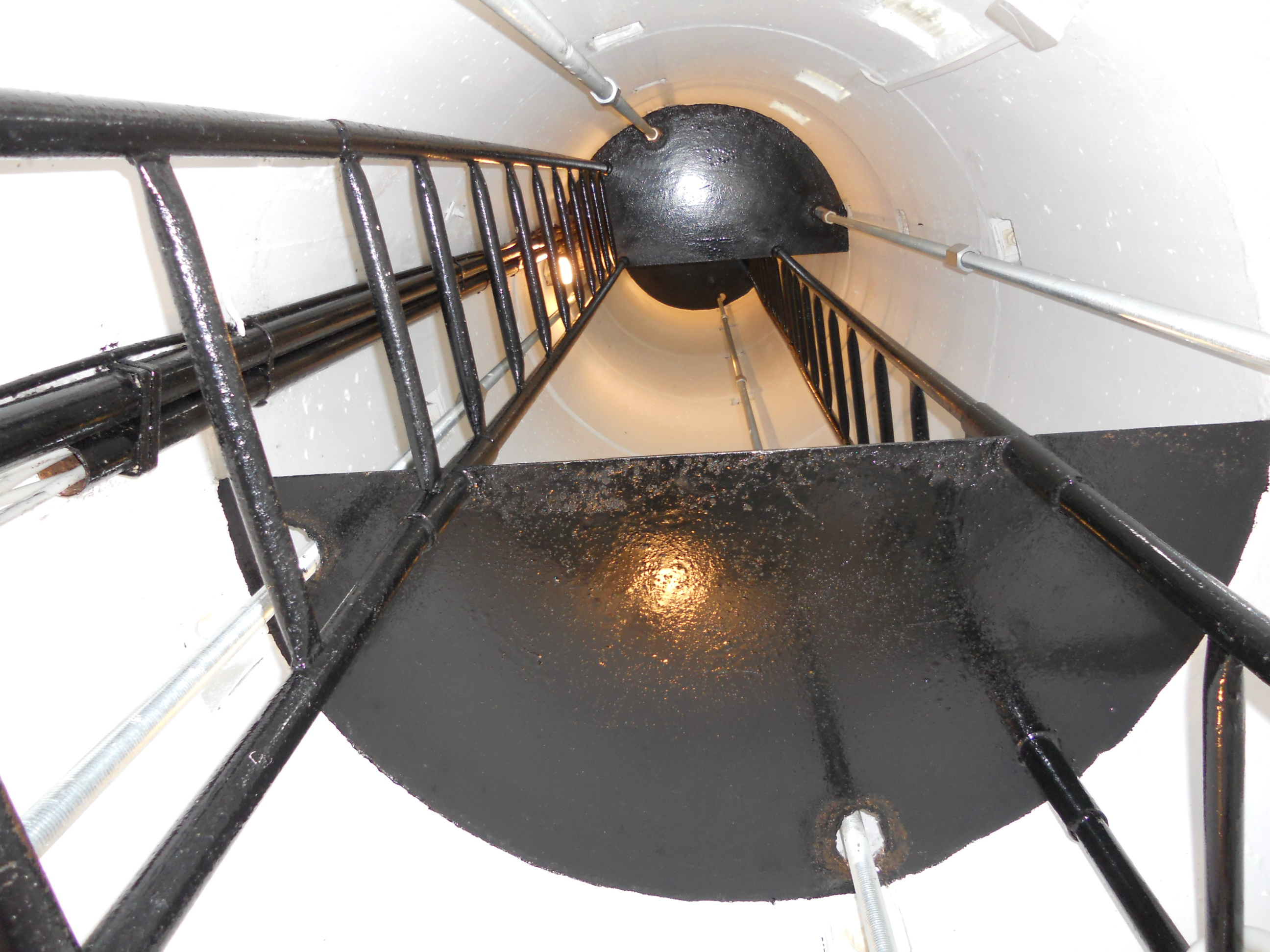
Innenansicht mit Stahlleiter

Der 1972 errichtete Turm befindet sich in Kühlungsborn Ost in unmittelbarer Nähe der Strandpromenade, unweit der Seebrücke. Die zur Grenzbrigade Küste zugehörigen DDR-Grenzsoldaten hatten den Auftrag, vom Turm aus Schiffsbewegungen auf der Ostsee zu beobachten und Fluchtversuche festzustellen. Mittels eines fest montierten Fernrohrs mit starker Vergrößerung konnte die vier Mann starke Besatzung von der Kanzel aus ein bis zu 12 Seemeilen weites Gebiet absuchen. Nachts konnte der Nahbereich durch einen auf dem Dach des Turmes angebrachten Suchscheinwerfer beleuchtet werden. Zur Grundausstattung der Kanzel gehörten eine Funkanlage, ein Notstromaggregat und eine Heizung. Unterhalb der Fenster befanden sich verschließbare Schießscharten. Die Kanzel ist über versetzt angebrachte Stahlleitern begehbar. Die Wachsoldaten protokollierten jede verdächtig scheinende Bewegung. Die Funkeinrichtungen waren in das Grenzmeldenetz eingebunden, so konnten Grenzschiffe und Landeinheiten umgehend alarmiert werden.
Der Ostseegrenzturm prägte das Landschaftsbild der Ostseeküste. Die Soldaten der Grenzbrigade patrouillierten am Strand, sie wurden bei Bedarf durch mobile Suchscheinwerfer und voll ausgerüstete Einsatzfahrzeuge unterstützt.

## Erhalt des Turms durch Förderverein

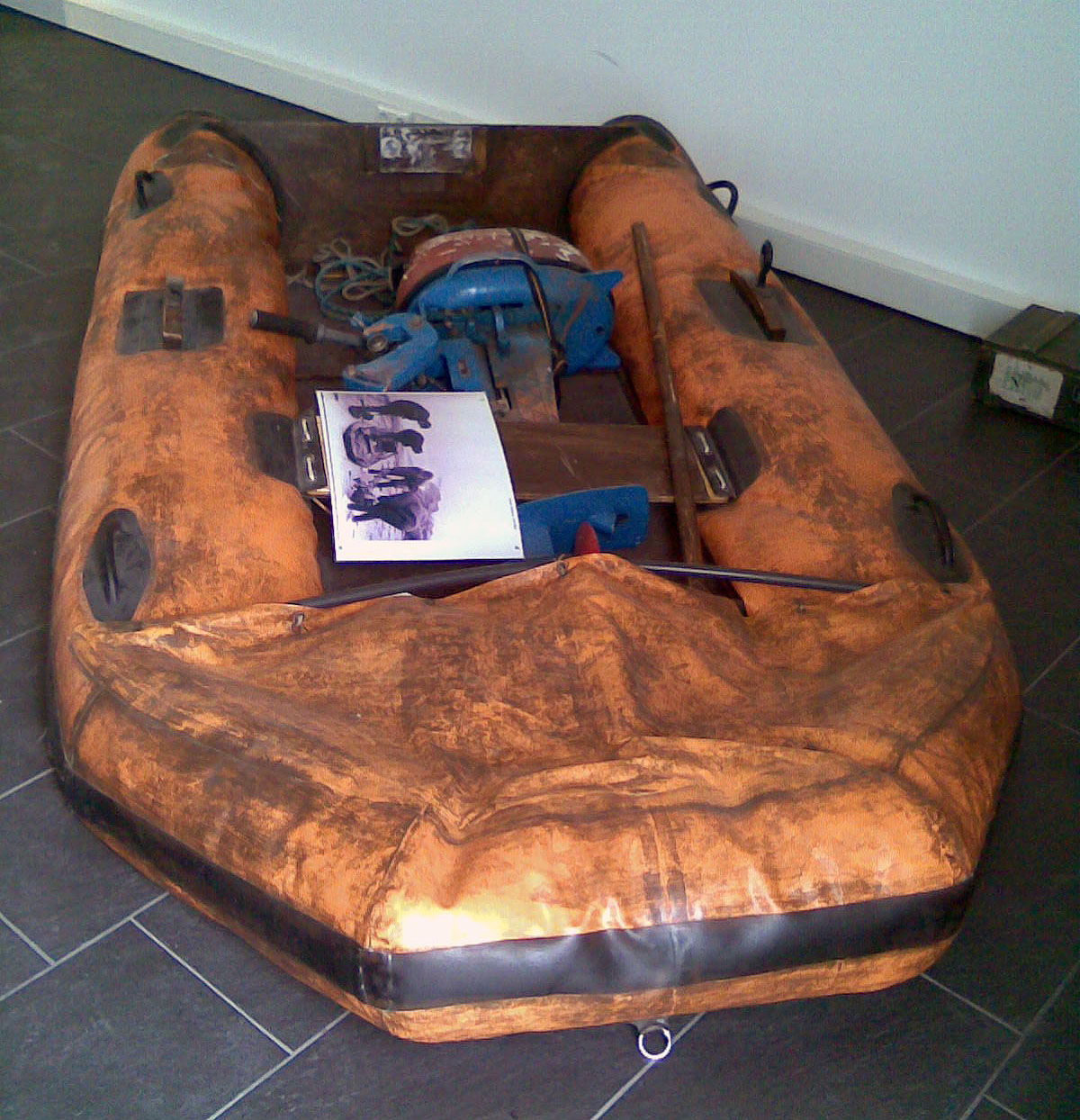
Mit diesem Boot gelang einer Familie mit zwei Kindern die Flucht über die Ostsee

Ein Verein verhinderte 1990 den geplanten Abriss und restaurierte in Eigeninitiative das Gebäude und die technischen Anlagen. 1991 wurde der Grenzturm zum historischen Denkmal erklärt, er ist verzeichnet in der Liste der Baudenkmale in Kühlungsborn. Der Turm ist über eine innenliegende Leiter begehbar. Im Turmschaft sind einige Fluchtutensilein zusammengetragen und es gibt Berichte von Geflüchteten. Der Verein Grenzturm e. V. wurde 2003 gegründet. Im Jahr 2013 wurde ein kleines Museum neben dem Grenzturm eingerichtet.

## Dokumentierte Fluchtversuche
Erklärende Schautafeln im Außenbereich beschreiben verschiedene gelungene und auch durch die Grenztruppen verhinderte Fluchtversuche. Einer der bekanntesten Flüchtlinge war Peter Döbler, er durchschwamm 1971 die Ostsee und erreichte nach etwa 25 Stunden die 40 km entfernte Insel Fehmarn. Spektakulär war 1968 auch die Flucht Bernd Böttgers aus Sebnitz durch die Ostsee von Graal-Müritz zum dänischen Feuerschiff Gedser Rev mithilfe des von ihm erfundenen und gebauten Aqua-Scooters. In dem Ausstellungsraum neben dem Wachturm werden einige zur Flucht benutzte Gegenstände, wie z. B. ein Schlauchboot, mit dem eine Familie mit zwei Kindern floh, gezeigt. Auch sind Teile der Ausrüstung der Soldaten ausgestellt. Es werden die Auswirkungen der damaligen Ostseegrenze für die Bewohner dargestellt.

### Galerie

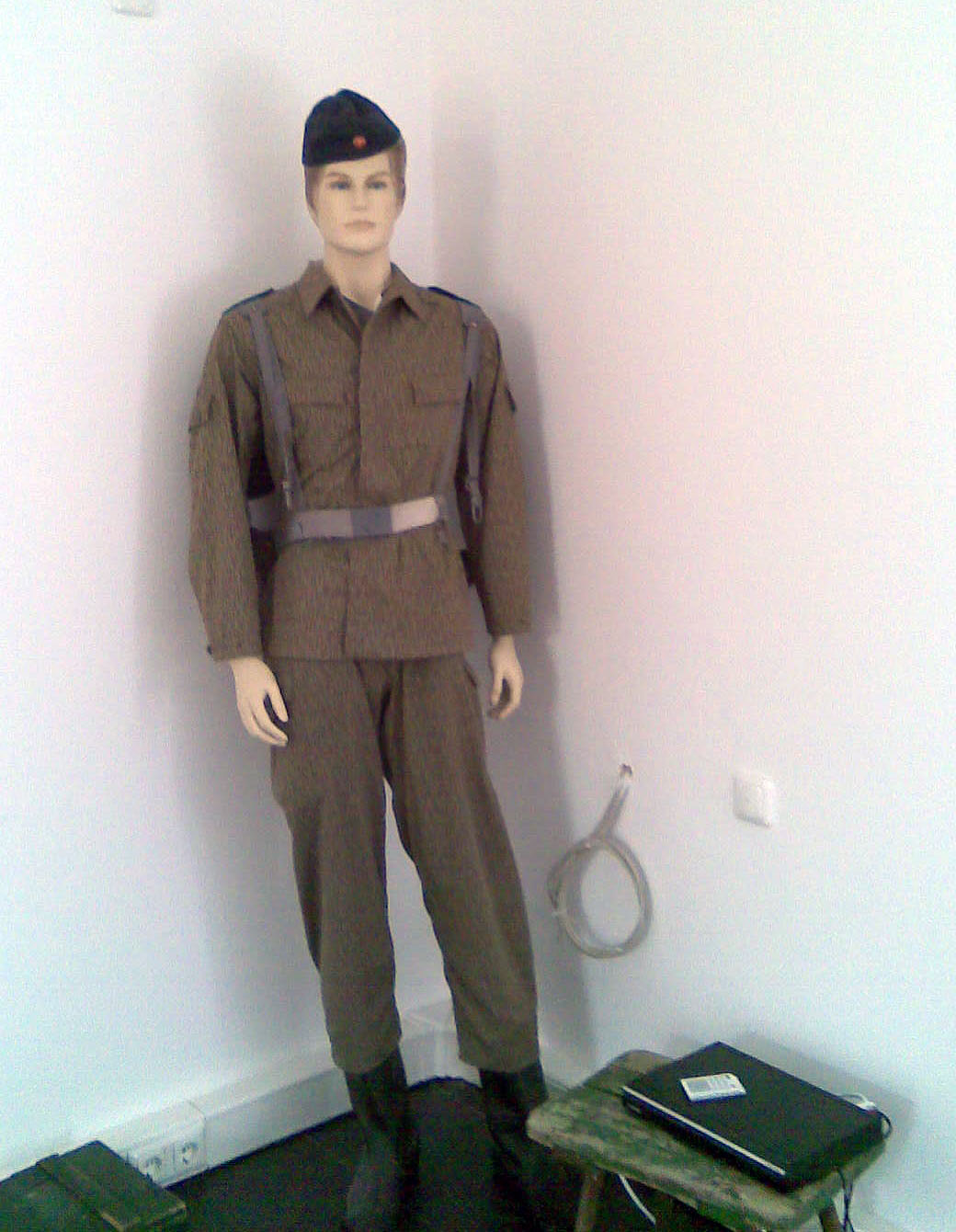
So sahen die Grenzsoldaten aus.
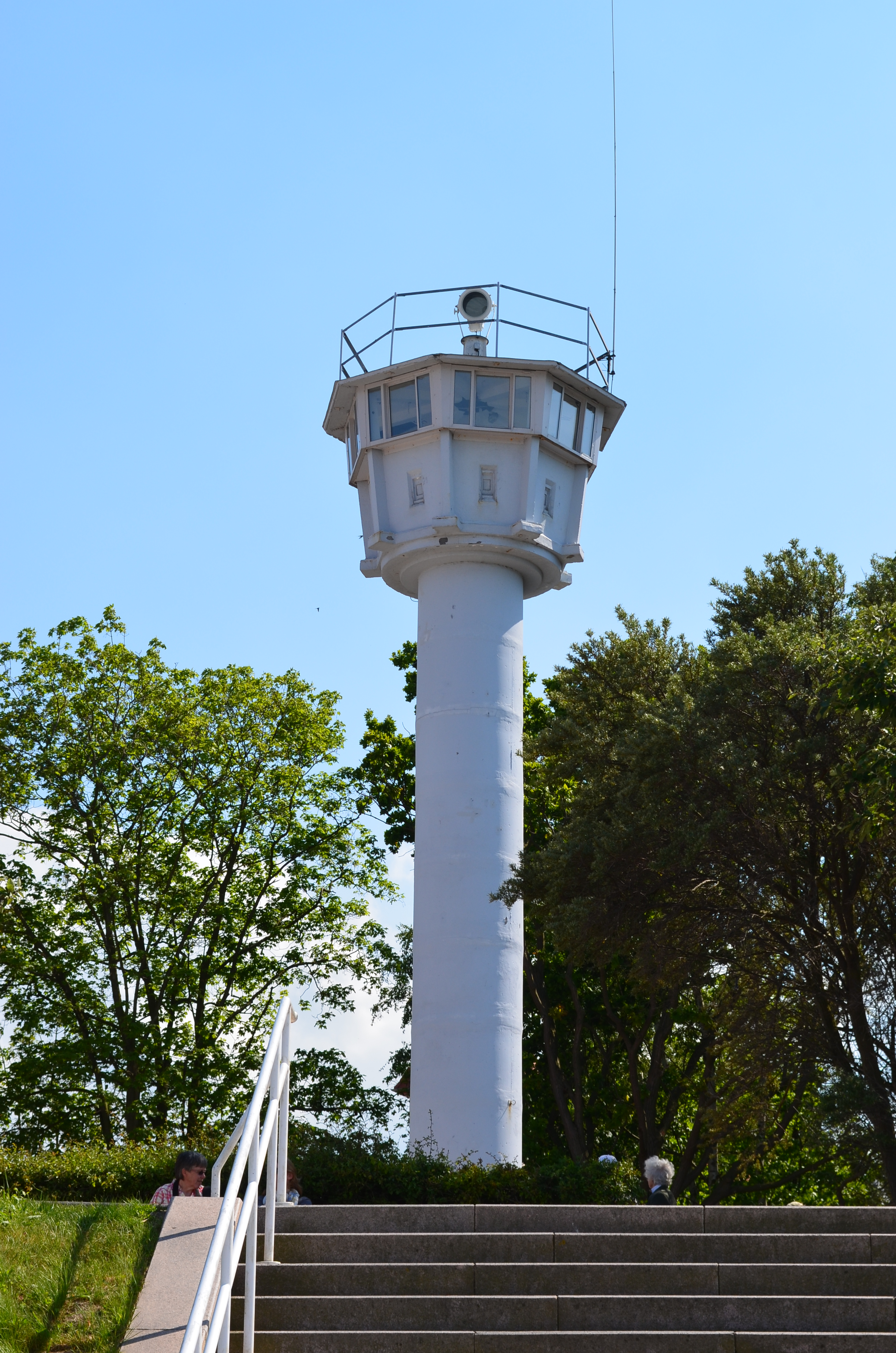
Ansicht von der Seeseite.
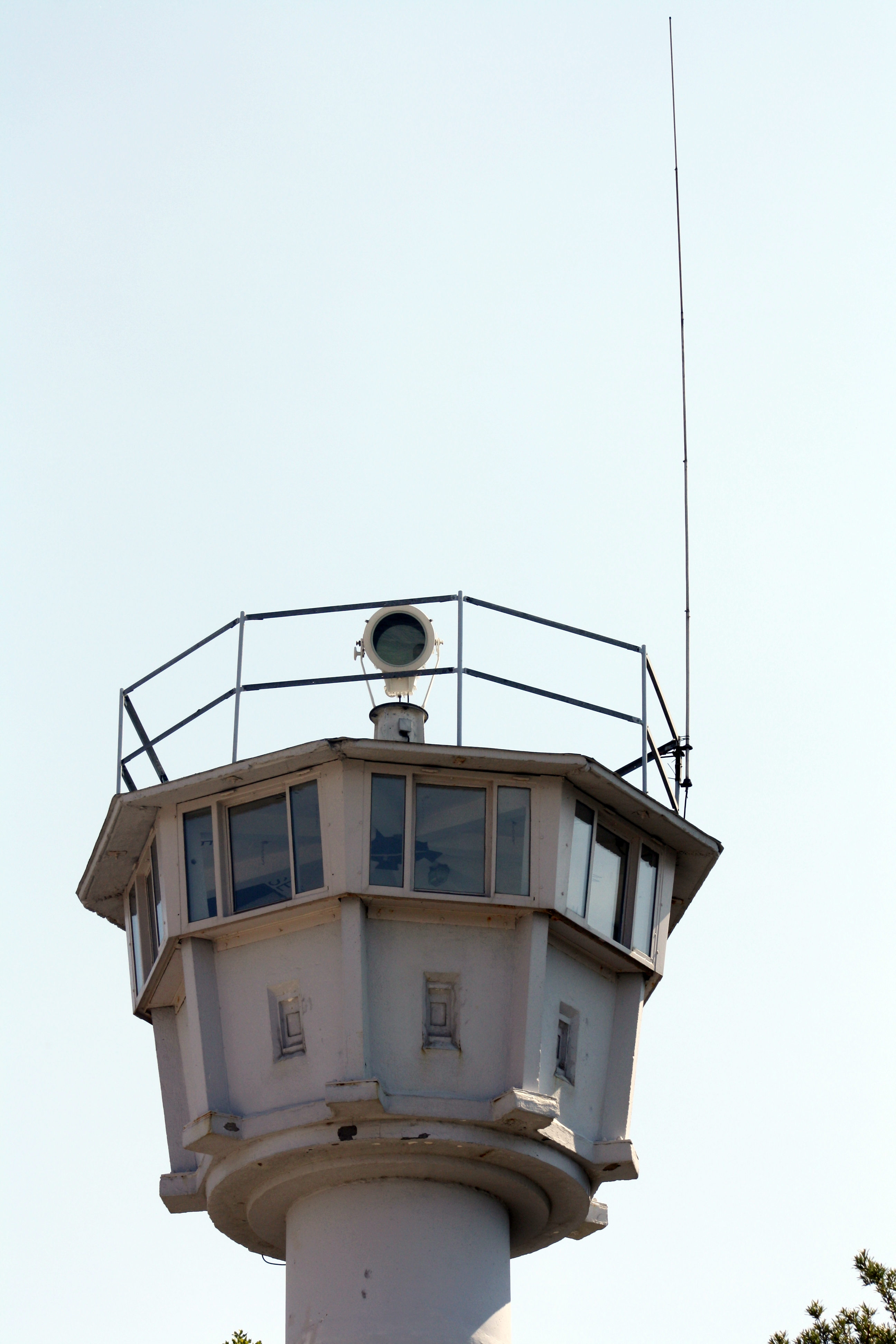
Die Kanzel in 15 m Höhe